# Spermophaga
A Spermophaga a madarak osztályának verébalakúak (Passeriformes) rendjébe és a díszpintyfélék (Estrildidae) családjába tartozó nem.
Az ide tartozó fajok Afrikában élnek.

## Rendszerezés
A nembe az alábbi 3 faj tartozik
- Grant kékcsőrű pinty (Spermophaga poliogenys)
- kékcsőrű pinty (Spermophaga haematina)
- vörösfejű kékcsőrű pinty (Spermophaga ruficapilla)